# Levan Jabeishvili
Levan Jabeishvili (en georgiano: ლევან ხაბეიშვილი; 7 de mayo de 1987) es un político georgiano. Es miembro del Parlamento desde 2020 como representante del Movimiento Nacional Unido.

## Biografía
Militante desde joven del Movimiento Nacional Unido de Míjeil Saakashvili, por el que fue concejal de Tiflis de 2017 a 2021 y diputado nacional tras las elecciones parlamentarias de 2020, en 2022 anunció que se presentaría como candidato para liderar el MNU (o Natsebi, como se le conoce popularmente en Georgia).
Jabeishvili triunfó sobre los otros 3 candidatos y fue elegido líder del MNU, puesto que le dio relevancia internacional durante las protestas en Georgia de 2023, después de que en una de las noches de protestas fuese herido durante una carga policial y las imágenes fueran captadas por cámaras de televisión, lo que elevó las quejas por brutalidad policial y las quejas por la dura represión que el gobierno de Kobajidze estaba llevando a cabo.
Unos meses después, Levan Jabeishvili renunció al puesto de líder del MNU debido a complicaciones de su salud derivada de la paliza recibida en las protestas. Su puesto fue ocupado por la presidenta del grupo parlamentario del MNU, Tina Bokuchava.